# ذو الإصبع الشوكي
ذو الإصبع الشوكي (الاسم العلمي: Rhacodactylus)، جنس أبارص يتراوح قدها من المتوسط إلى الكبير وينتمي إلى فصيلة ذوات الأصابع المزدوجة.